# Ахмедов, Натиг Ильяс оглы
Натиг Ильяс оглы Ахмедов (азерб. Natiq İlyas oğlu Əhmədov; 1 февраля 1969, Косалар, Нагорно-Карабахская автономная область — 26 сентября 1991, Ходжалинский район) — азербайджанский советский милиционер, инспектор дорожно-патрульной службы Ходжалинского районного отделения внутренних дел, Национальный герой Азербайджана (1992, посмертно).

## Награды
Указом президента Азербайджанской Республики Абульфаза Эльчибея № 264 от 8 октября 1992 года инспектору ДПС Натигу Ильяс оглы Ахмедову за личное мужество и отвагу, проявленные во время защиты территориальной целостности Азербайджанской Республики и обеспечения безопасности мирного населения, было присвоено звание Национального Героя Азербайджана (посмертно).